# Септемврийци (област Монтана)
Вижте пояснителната страница за други значения на Септемврийци.
Септемврийци е село в община Вълчедръм, област Монтана, Северозападна България.

## География
Селото се намира в Дунавската равнина и по-точно в периферията на географското плато Златията. Намира се на 10 км. от общинския център Вълчедръм, на 39 км. от областния център Монтана и на 30 км. от Лом, което е второто най-важното пристанище по Българското крайбрежие на река Дунав, тъй като е най-близкото до столицата София.
Климатът е умерено-континентален със студена и много снежна зима и горещо лято – това се случва заради липсата на големи възвишения, които да спират студените или топли течения.

## История
До 70-те години на 20 век името на селото е Горна Гнойница. Произходът на името се обяснява с това, че в Септемврийци и съседното Михайлово (навремето наричано Долна Гноеница) са се отглеждали много овце. Имената идват от „угоявам“, „гноя“.
При избухването на Балканската война един човек от Горна Гнойница е доброволец в Македоно-одринското опълчение.

## Културни и природни забележителности
Вдигнати са паметници в центъра на селото и в местността Черновръшки шумак, където са били разстреляни 72 души през 1923 г. заради Септемврийското въстание.
Читалище „Съзнание -1915 г.“ с постоянно действащ танцов състав „Надежда“ – носител на много награди, грамоти за отлично представяне, медали, дипломи и звания от проведените през годините фолклорни конкурси, празници и фестивали, като „Напеви от Северозапада“ – Монтана, „Балкан фолк“ и „Евро фолк“ – Велико Търново, Китен и Приморско, „От Тимок до искър по стъпките на траките“ – Белоградчик, „Златия пее и танцува“ – Вълчедръм, „Празник на минералната вода“ – Вършец, „Балканът пее и танцува“ – Берковица и други. Ръководителката на съставите и секретар на Народно Читалище „Съзнание – 1915 г.“, Галина Славейкова е удостоена със званието „Маестро“ от журито на фестивал „Евро фолк“ гр. Велико Търново през 2010 г. Всички изяви и репетиции на двата състава са съпровождани от оркестър с ръководител Борис Алексиев.
Има местно училище, което се казва Основно Училище „Петър Берон“, детска градина и църква.

## Редовни събития
- 24 май – ежегоден събор